# Alexandra Stan

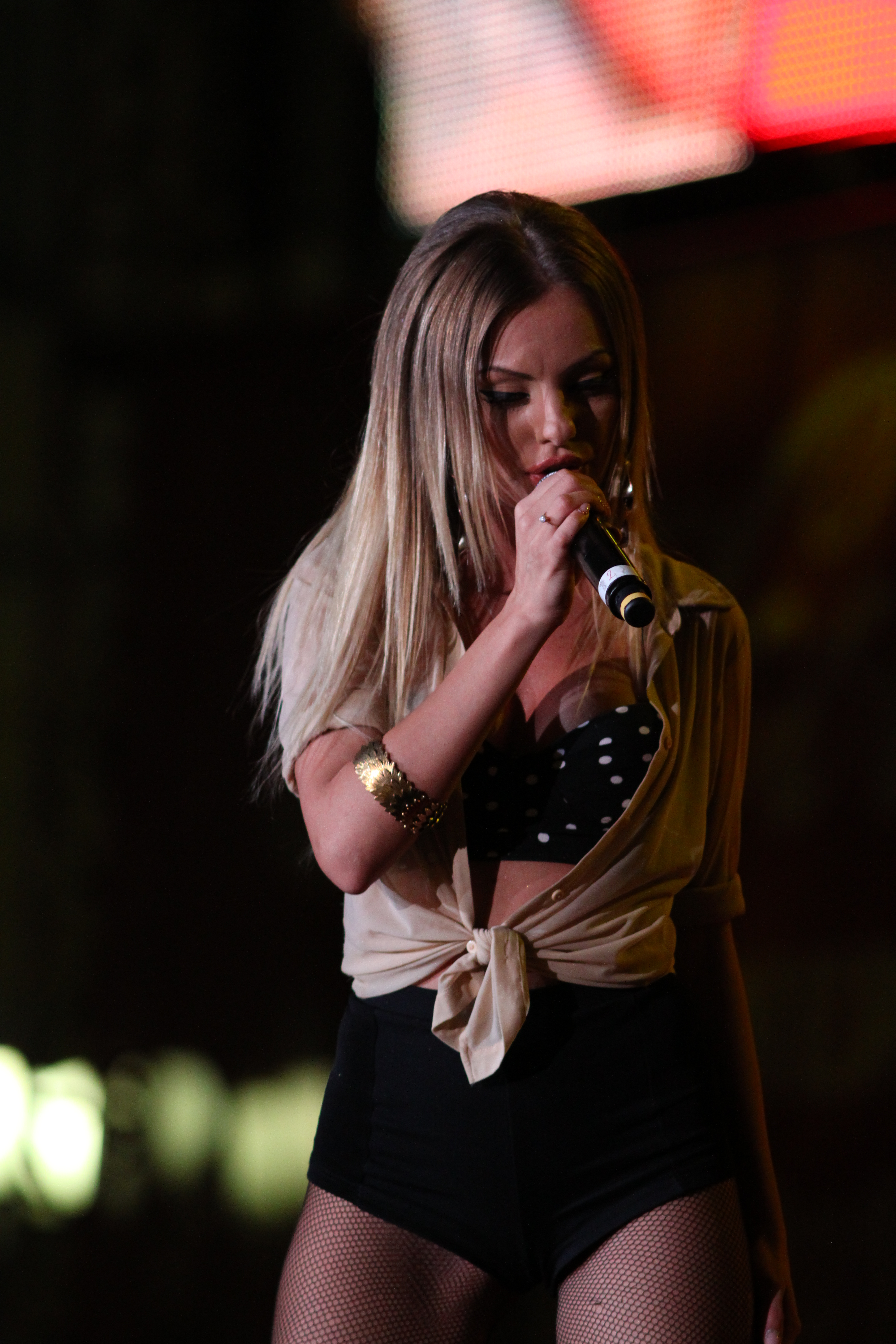
Alexandra Stan, Sofie, 2012

Alexandra Ioana Stan (* 10. června 1989, Constanța) je rumunská zpěvačka, která se zaměřuje na House/Dance.

## Životopis
Narodila se 10. června 1989 v rumunské Constanci, ležící na pobřeží Černého moře.
Studovala na střední škole Traiana a nyní studuje na Fakultě managementu "Andrei Saguna". Od útlého věku Alexandra ukázala zvláštní zájem o hudbu známých melodií zpěvu a dokonce i vytvářela své vlastní písně. Vyrostla a vyvinula se obklopena hudbou a sněnín v době, kdy ona sama byla zpěvačka. Účastnila se různých hudebních soutěží a vyhrála mnoho ocenění. Poslední festival, na kterém se podílela s Mamaia Music Festival v roce 2009, kde měla krásné vystoupení. Je to citlivá duše a šťastný člověk, který věří v světlou stránku života. Cestu k hudebním a tvůrčím úspěchům zahájil její tým na Maan Studio, Marcel Prodan a Andrei Nemirschi, kteří ji poskytli nový způsob, jak vyjádřit sama sebe. Alexandra se stala známou po celém světě se svým prvním singlem "Lollipop" všichni věří v její hudební talent. V krátké době po vydání Lollipop se objevila na mnoha rozhlasových stanicích, a ukazuje se na rumunských TV kanálech. Její druhý singl Mr. Saxobeat který se stal též velice úspěšným. Stále více si uvědomuje, co umí. Mr. Saxobeat dosáhl na první příčky v mezinárodních hudebních hitparádách, kde se držel několik týdnů. Mezinárodní známost jí vytvořilo velkou zpětnou vazbu a mnohé požadavky ze zahraničí vedly k její první cestě do Francie na počátku roku 2011. V létě 2013 byla napadena svým manažerem Marcelem Prodanem, když požadoval svůj podíl z koncertu a strávila několik dní v nemocnici, což znamenalo, že přerušila na krátkou dobu svoji kariéru. Poté ukončila spolupráci s nahrávacím studiem MAAN a nazpívala písničku Follow Your instinct (Baby it's ok).

### Osobní údaje
Měří 168 centimetrů a váží 57 kilogramů. Je velmi křesťansky založená a věří v Boha.

## Ocenění a nominace
- MTV Europe Music Award 2011 – nejlepší rumunský počin (vítěz)
- MTV Europe Music Award 2011 – nejlepší evropský počin (nominace)
- Romanian Music Awards 2011 – nejlepší song za "Mr Saxobeat (vítěz)
- Balkan Music Awards 2011 – světový průlom (vítěz)
- Romanian Music Awards 2012 – nejlepší zpěvačka (vítěz)
- Romanian Music Awards 2012 – nejlepší album za "Saxobeats" (nominace)
- Japan Gold Disc Award 2013 – nejlepší nováček (vítěz)
- Elle Style Awards Romania 2015 – nejlepší popová umělkyně (nominace)

## Diskografie
Studiová alba
- Saxobeats (2011)
- Unlocked (2014)
- Alesta (2016)
- Mami (2018)
- Rainbows (2022)
- Energia ta (2024)